# Carex purplevaginalis
Carex purplevaginalis là một loài thực vật có hoa trong họ Cói. Loài này được Q.S.Wang mô tả khoa học đầu tiên năm 1987.